# 李邦寧
李邦宁（?—?），字叔固，元朝宦官。本名李保宁，钱塘县（今浙江省杭州市）人。
初任宋朝小黄门，宋亡后归元，从宋恭帝入见元世祖忽必烈。为给事内庭，因为他为人机警聪敏，得到元世祖的赏识。他学习蒙古文及诸蕃语，日渐亲任，历任御带库提点、章佩少监、礼部尚书、提点太医院事。元成宗即位，进位昭文馆大学士、太医院使。元武宗即位，任命他为江浙行省平章政事，他推辞不接受，加尚服院使，遥授行省丞相。武宗的弟弟爱育黎拔力八达为皇太子，丞相三宝奴等用事，担心爱育黎拔力八达英明，李邦宁揣知其意，劝武宗立自己的儿子为太子。爱育黎拔力八达即位为元仁宗后，有人请仁宗谋杀李邦宁。仁宗以邦宁为三朝元老，反而加封他开府仪同三司、集贤殿大学士。不久李邦宁因病而死。

## 延伸阅读
[在维基数据编辑]
 《元史·卷204》，出自宋濂《元史》